# 沙逸仙
沙逸仙（1920年—），浙江镇海（今属宁波市）人，中国分析化学家、色谱专家，中国科学院化学研究所研究室主任、研究员，曾参与中国早期色谱分析技术研究与推广工作，中国离子色谱专业委员会首届委员会主任。

## 生平
沙逸仙祖籍在浙江镇海城关镇，幼年生活在天津，早年就读于天津耀华中学。1935年，沙逸仙因成绩优秀曾获得天津英租界工部局拨款设立的英皇御极二十五周年纪念奖学金。
1938年，毕业后进入燕京大学化学系学习，1946年毕业。1948年赴美国加利福尼亚大学洛杉矶分校（UCLA）化学系攻读有机化学硕士。
1955年5月初，陈荣耀与沙逸仙夫妇等一批中国留学生乘船从美国回到中国。
回国后，陈荣耀与沙逸仙夫妇一起进入中国科学院化学研究所工作，长期从事有机分析和色谱分析等方向的研究。1960年代初，沙逸仙等对有机分析的快速微量测定法做出了改进，实现了对有机物中碳、氢和卤素的检测。1962年起，沙逸仙与郁向荣、王昌益等科研人员先后建立了微量和超微量方法约20种，并面向全中国培训了上百位微量分析工作者。
文革期间，曾遭到冲击，文革结束后，陈荣耀与沙逸仙夫妇作为早年归国科学家代表受邀参加与国务院副总理方毅的座谈会，被勉励继续做出贡献。
1980年代，作为《离子色谱》一书的技术顾问和校对，负责对书稿的校准和定稿工作。1987年冬，中国离子色谱专业委员会成立，沙逸仙任委员，并被推举为委员会主任。

## 学术贡献
沙逸仙主要研究方向包括有机混合物的分离提纯、离子色谱分析方法及其应用。在20世纪80年代初中国色谱分析技术起步阶段，参与推动离子色谱的引进与规范化，曾参与《离子色谱》一书的校准工作，是中国早期有机分析技术推广的参与者之一。

## 家庭
丈夫：陈荣耀，1955年一同乘船回国，任中国科学院化学研究所研究员。